# Skirgöl
Skirgöl är en sjö i Valdemarsviks kommun i Småland och ingår i Vindåns huvudavrinningsområde. Sjön har en area på 0,035 kvadratkilometer och ligger 38,9 meter över havet.

## Delavrinningsområde
Skirgöl ingår i det delavrinningsområde (644555-154408) som SMHI kallar för Inloppet i Rammsjön. Medelhöjden är 41 meter över havet och ytan är 7,79 kvadratkilometer. Det finns inga avrinningsområden uppströms utan avrinningsområdet är högsta punkten. Vattendraget som avvattnar avrinningsområdet har biflödesordning 2, vilket innebär att vattnet flödar genom totalt 2 vattendrag innan det når havet efter 16 kilometer. Avrinningsområdet består mestadels av skog (67 procent), öppen mark (11 procent) och jordbruk (19 procent). Avrinningsområdet har 0,03 kvadratkilometer vattenytor vilket ger det en sjöprocent på 0,4 procent.